# Mahates
Mahates è un comune della Colombia facente parte del dipartimento di Bolívar.
Il centro abitato venne fondato da Pedro de Heredia nel 1533, mentre l'istituzione del comune è del 1860.